# Ivan Katušić
Ivan Katušić (Omiš, 25. prosinca 1923. – Split, 6. studenog 1985.) bio je hrvatski književnik.

## Životopis
Diplomirao na Pravnom fakultetu u Zagrebu 1956. godine. Radio je u Croatia filmu od 1961. do 1969., a od 1970. godine bio je savjetnik za repertoar u kinematografiji. Bio je član uredništva časopisa The Bridge od 1972. do 1976. godine. Surađivao je u dnevnom tisku i periodici te je autor mnogih turističkih publikacija. Objavljivao je književnu i filmsku kritiku te putopisnu i pripovjednu prozu.

## Djela
Pisao je novele, romane, monografiju Vječno progonstvo Nikole Tommasea (1975.) i knjigu putopisa i feljtona Treba putovati, ne treba živjeti (1959.) Posmrtno je objavljen i njegov roman Admiralski stijeg (1987.).
Njegova djela uključuju:
- Novele, 1955., zbirka novela
- Osinjak: priče uz pratnju gradske glazbe, 1964., zbirka novela
- Kontinenti se sastaju, 1959., roman
- Vječno progonstvo Nikole Tommasea, 1975., monografija
- Treba putovati, ne treba živjeti, 1976., zbirka putopisa i feljtona
- Dalmacijo, stara Dalmacijo, 1979., roman
- Admiralski stijeg, 1987., roman.

## Nagrade
Dobio je Nagradu Vladimir Nazor za 1979. godinu.